# اونی گوزن
اونی گوزن ((به ژاپنی: 鬼御前 Oni Gozen)؛ زادهٔ قرن شانزدهم) یک بانوی اشراف ژاپنی و اونا بوگیشا از دوره سنگوکو بود. او همسر هوآشی آکینائو (帆足鑑直) ملازم خاندان اوتومو بود. او یک فرمانده نظامی بود که به‌طور فعال در لشکرکشی کیوشو ۱۵۸۶–۱۵۸۷ شرکت کرد و به عقب راندن ارتش خاندان شیمازو از خاندان اوتومو کمک کرد.